# Эйфория (альбом)
Эйфория — музыкальный альбом группы Flëur, выпущенный на CD в 2008 году, а затем переизданный на виниле в 2013 году лейблом Cardiowave.

## Список композиций
| №   | Название                         | Длительность |
| --- | -------------------------------- | ------------ |
| 1.  | «Интро»                          | 0:36         |
| 2.  | «Волна»                          | 3:34         |
| 3.  | «Отречение»                      | 4:17         |
| 4.  | «Новое матное слово»             | 5:08         |
| 5.  | «Исполинские чёрные грифы»       | 3:20         |
| 6.  | «Тёплые коты»                    | 4:13         |
| 7.  | «Эйфория»                        | 5:24         |
| 8.  | «Никто не должен прийти»         | 5:13         |
| 9.  | «Два облака»                     | 5:17         |
| 10. | «Ресница»                        | 4:02         |
| 11. | «...и Солнце встаёт над руинами» | 5:18         |
| 12. | «Река времён»                    | 4:35         |
| 13. | «Коралловые небеса»              | 3:47         |
| 14. | «Мечты»                          | 4:31         |
| 15. | «Мы никогда не умрём»            | 4:14         |

### Синглы
Сингл «Два облака» с альбома был выпущен на диске. В качестве би-сайда на том же диске была размещена ещё одна альбомная композиция — «Тёплые коты». Остальные песни выпущены только для проигрывания на радиостанциях.
| Год  | Сингл                 | Хит-парад      | Место |
| ---- | --------------------- | -------------- | ----- |
| 2007 | «Тёплые коты»         | Чартова Дюжина | 2     |
| 2007 | «Два облака»          | Чартова Дюжина | 5     |
| 2008 | «Отречение»           | Чартова Дюжина | 4     |
| 2008 | «Мы никогда не умрём» | Чартова Дюжина | 3     |
| 2008 | «Волна»               | Чартова Дюжина | 3     |

## Музыка и слова
- Ольга Пулатова — 2, 4, 6, 8, 10, 12, 14
- Елена Войнаровская — 3, 5, 7, 9, 11, 13, 15

## Участники записи
- Ольга Пулатова — фортепиано/вокал
- Елена Войнаровская — гитара/вокал
- Екатерина Котельникова — синтезатор
- Алексей Ткачевский — ударные, перкуссия
- Виталий Дидык — бас-гитара
- Александра Дидык — виолончель
- Анастасия Кузьмина — скрипка
- Алла Лужецкая — флейта
- Владислав Мицовский — перкуссия
- Пётр Чернявский (сессионно) — гитара
- Антон Бессонов (сессионно) — гитара (6, 9), мандолина (9), программинг (9)

## Вокалистки о песнях

### Волна
Ольга Пулатова:
Волна любых ощущений, даже если они невероятно прекрасны, может швырнуть на асфальт с такой же силой, с какой поднимает над обыденностью. И когда ты находишься во власти такой волны, тебя меньше всего волнует то, как ты выглядишь, и что о тебе думают окружающие. Только твои чувства и эмоции — прекрасные и мучительные — имеют значение в этот момент.

### Отречение
Елена Войнаровская:
В этой песне несколько посланий зашифровано, и несколько историй, которые вложены друг в друга. Люди так сначала относятся с трепетом, со страстью, а потом всё это сменяется равнодушием. Человек ко всему привыкает, даже к каким-то волшебным моментам. И из-за этого волшебство перестаёт быть волшебством. Об этом эта песня.

### Два облака
Елена Войнаровская:
Меня очень привлекает все, что связано с отражением - как в буквальном, так и в переносном смысле этого слова. Человеческий глаз, вода, любые зеркальные поверхности вследствие своей отражающей способности обладают магнетическим действием. В данном случае, изначально это был образ перевернутой Вселенной, в которой все вещи, отражаясь, меняют свою суть, и от этого мир становится более ярким, полным, более близким к совершенству. Звезды, что сияют на дне морском, и киты, дрейфующие в облаках,- это лишь образы из мира грез. И, наверное, можно сказать, что эта песня является результатом неосознанного колдовства, попыткой хотя бы на миг воплотить в жизнь неосуществимое, подняться над реальностью, став символом, став легким облаком.

### Мечты
Ольга Пулатова:
Я бы хотела сказать некоторое вступление к следующей песне. Просыпаюсь как-то я утром в очень плохом настроении и слышу такие звуки: сначала я не поняла, что это такое, потом поняла, что это похоронный оркестр в соседнем дворе. Но по музыке, по звукам, было точно слышно, насколько пьяны музыканты. Вы знаете, нет ничего в мире смешнее, чем пьяный похоронный оркестр, это вообще такие невероятные звуки… При этом я уверена, что они очень старались и делали серьёзные лица. Но песня всё равно получилась не очень весёлая, и называется она «Мечты».

### Мы никогда не умрём
Елена Войнаровская:
Каждый человек по-своему относится к смерти, и каждого из нас, наверное, хотя бы раз посещал страх перед ней. Обычно такое случается с людьми, когда им особенно хорошо. Бывают в моей жизни такие редкие моменты, когда я чувствую себя безмерно счастливой, когда ощущаю великую гармонию во всём, что меня окружает, и вселенная вдруг открывает перед мною свои тайны. Вот именно тогда я вспоминаю о смерти, и факт её неизбежности тогда начинает звучать во мне как пронзительно-диссонансная нота, и никак не хочет вписываться в эту картину вселенской гармонии. И тогда, после минут безмерного счастья, мною овладевают отчаяние и ощущение чудовищной несправедливости от того, что такое совершенное творение, как человек, должен оканчивать свою жизнь так печально и несовершенно.
Однажды я поделилась своими мыслями с другом, и он, просто для того, чтобы меня успокоить, утешить, сказал мне эти слова, которые впоследствии легли в название этой песни: «мы никогда не умрём». Никто не может представить нам доказательства о существовании жизни после смерти, и даже верующие люди, ими тоже иногда овладевает сомнение, и потому это так важно, чтобы нам кто-то говорил такие слова.
Многие слова из того разговора также нашли отражение в этой песне. Некоторые образы, напротив, долго вынашивались мною. Так, например, платье из голубой органзы — это не просто красивый образ, это мой персональный символ человеческого счастья, как для других людей, например, белое свадебное платье. Только платье из голубой органзы — это символ не однодневного праздника, а праздника, который будет длиться всю жизнь. Ещё голубая органза символизирует для меня некоторую просветлённость, можно так сказать. И той, которая носит это платье, всегда открыты все тайны вселенной, она гуляет босиком в облаках и ей подвластны все стихии.

Это песня о том, что для любви нет ни времени, ни расстояния, и как бы далеко ни находились друг от друга два любящих человека, в сердце они всегда будут вместе, и всегда будут суть — одно. И ещё, конечно же, это песня о том, что перед лицом вечности настоящая любовь бессмертна.